# Об'єднана військова база Льюїс-Маккорд
Об'єднана військова база Льюїс-Маккорд (англ. Joint Base Lewis–McChord, JBLM) — об'єднана міжвидова військова база армії та Повітряних сил США, що розташована на відстані 14,6 км південно-південно-західніше міста Такома, у штаті Вашингтон. Об'єднана військова база Льюїс-Маккорд утворена 1 лютого 2010 року у зв'язку з реорганізацію Збройних сил США і має у своєму складі армійську базу Форт Льюїс і базу Повітряних сил Маккорд.
Об'єднана база Льюїс-Маккорд — це навчально-мобілізаційний центр для всіх видів збройних сил і єдина база проєкції сили армії на захід від Скелястих гір на території континентальної частини США. Її географічне положення забезпечує швидкий доступ до глибоководних портів Такоми, Олімпії та Сіетла для розгортання армійських з'єднань та частин у разі необхідності. Підрозділи спроможні здійснити розгортання з аеродромів Макхорд-Філд, Вашингтон, а окремі особи та невеликі групи також можуть використовувати аеропорт Сіетл-Такома поблизу. Стратегічне розташування бази забезпечує підрозділам ПС можливість здійснювати бойові та гуманітарні авіаперевезення, застосовуючи С-17 «Глоубмайстер III».

## Галерея

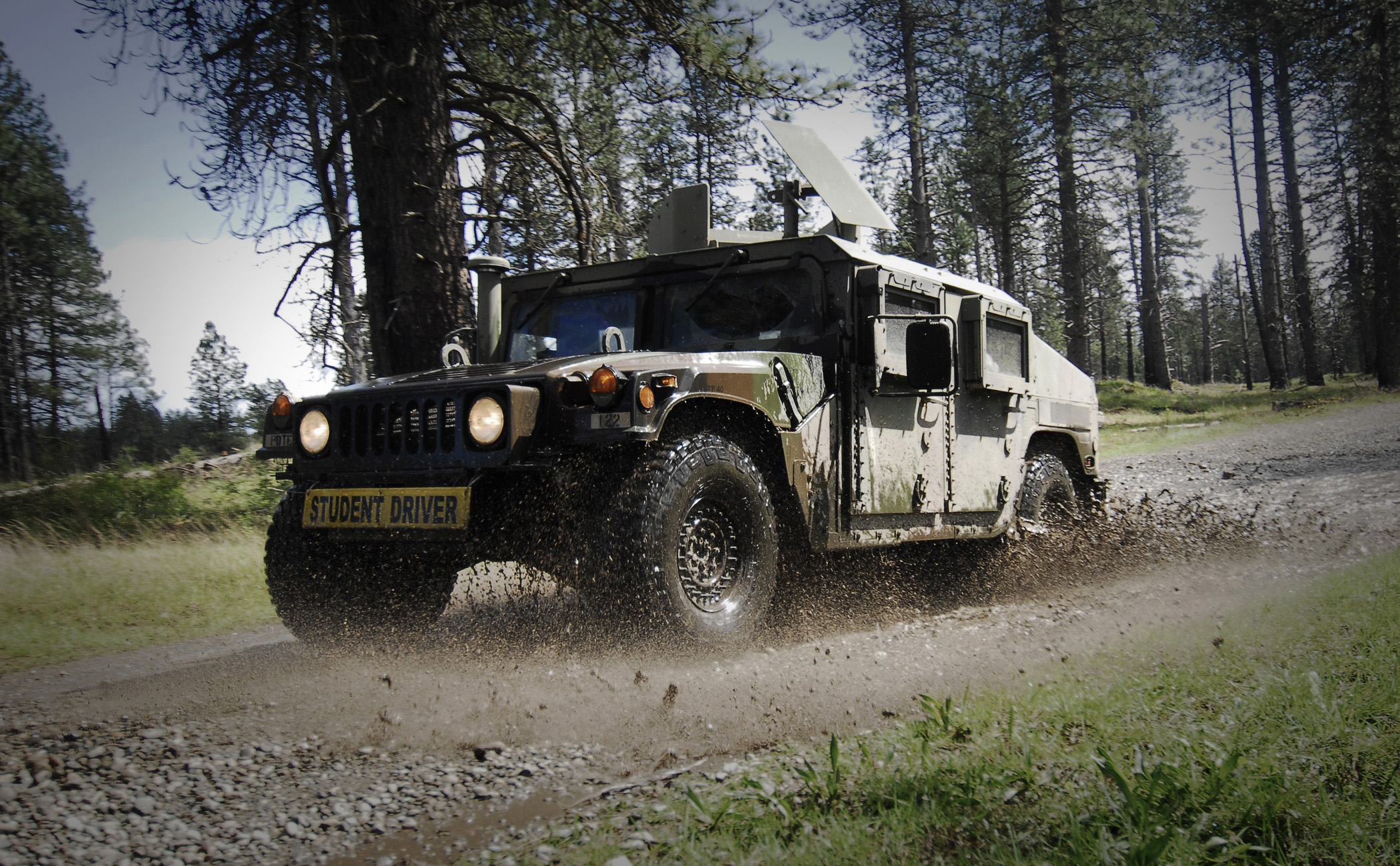
Водіння в складних дорожніх умовах HMMWV. 28 квітня 2010
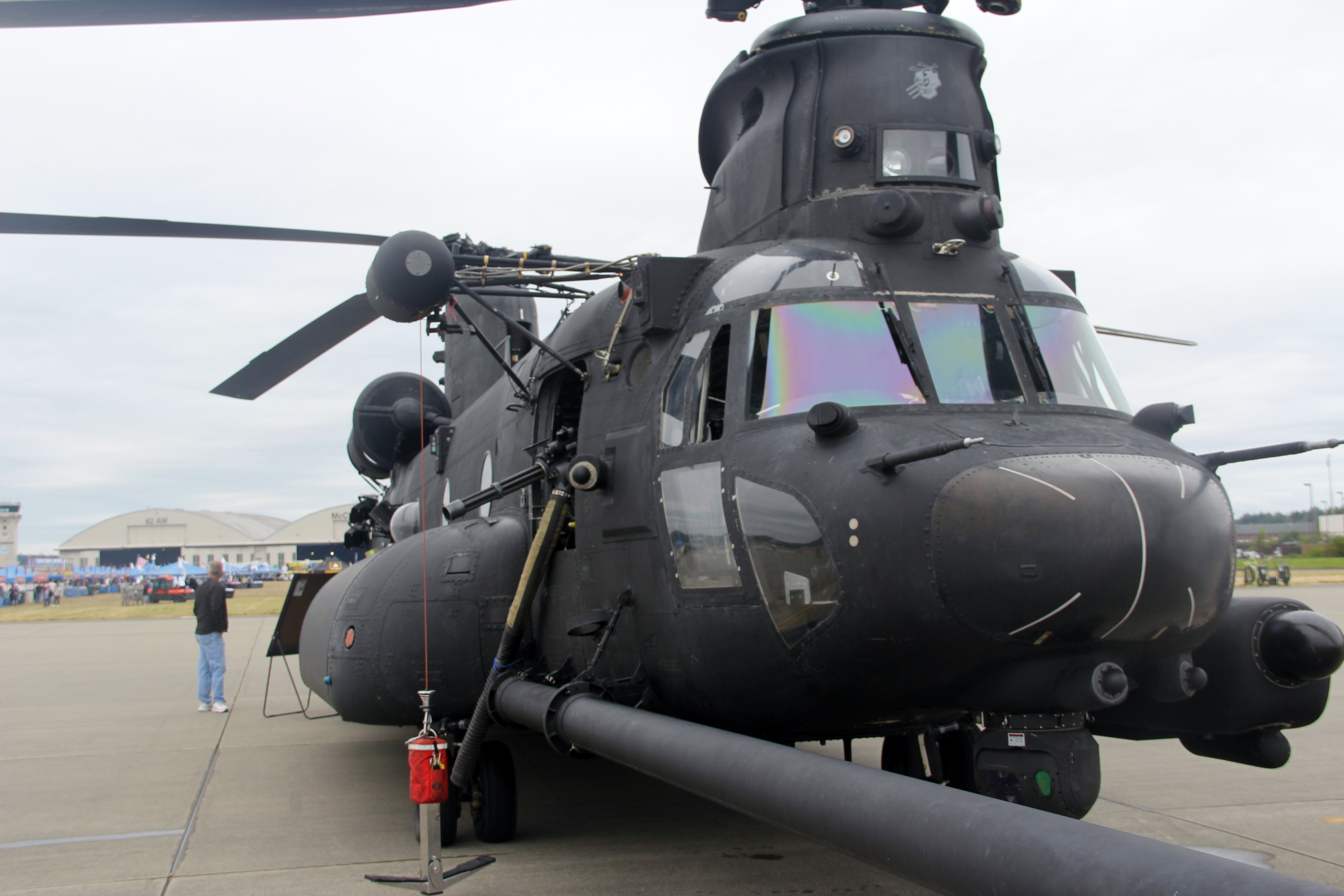
Важкий транспортний вертоліт MH-47G «Чінук». 22 липня 2012
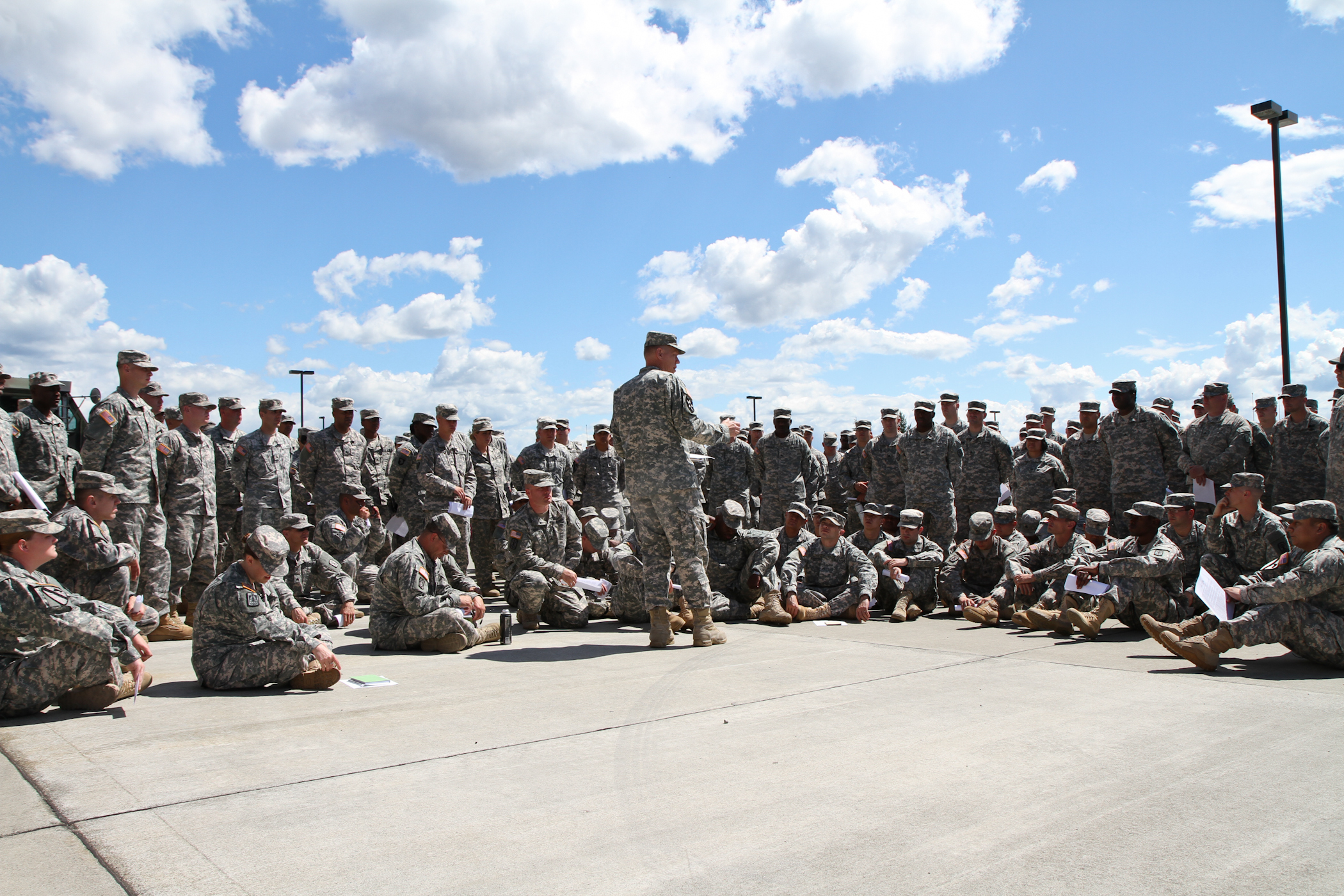
Інструктаж сержантського складу напередодні навчань. 18 червня 2013
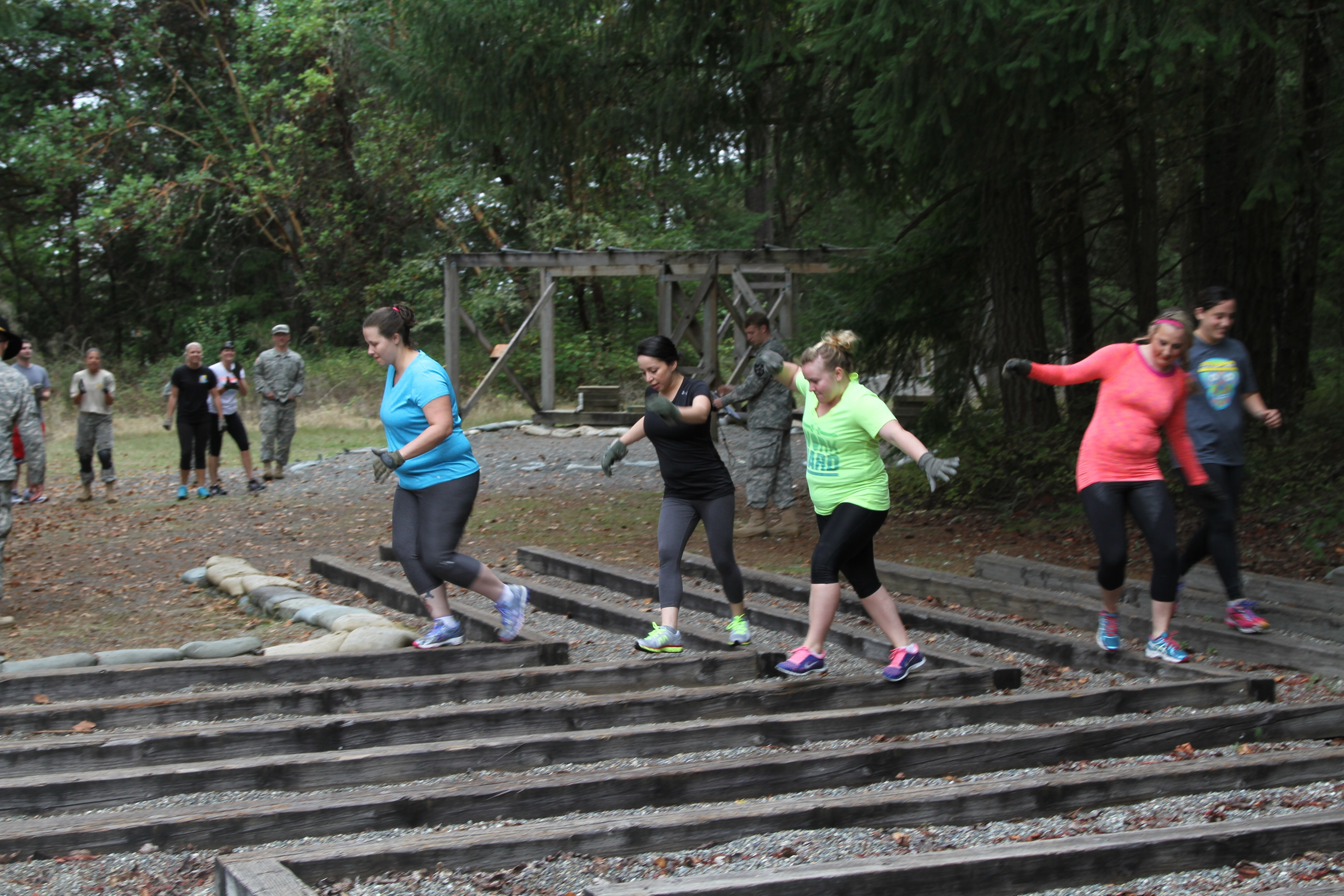
Змагання дружин військовослужбовців 2-ї піхотної дивізії. 8 жовтня 2014
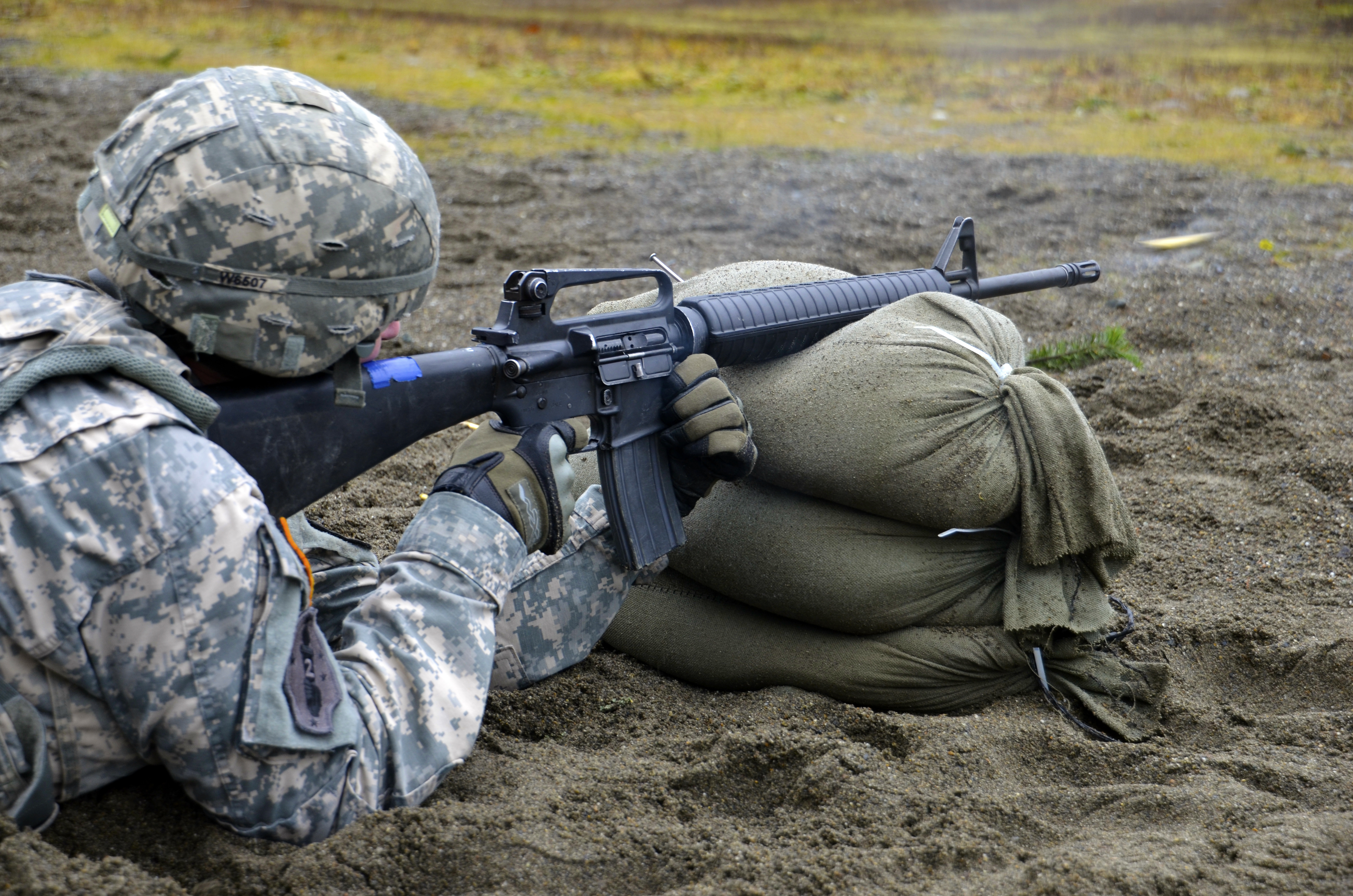
Заняття з вогневої підготовки на військовому стрільбищі. 5 квітня 2016
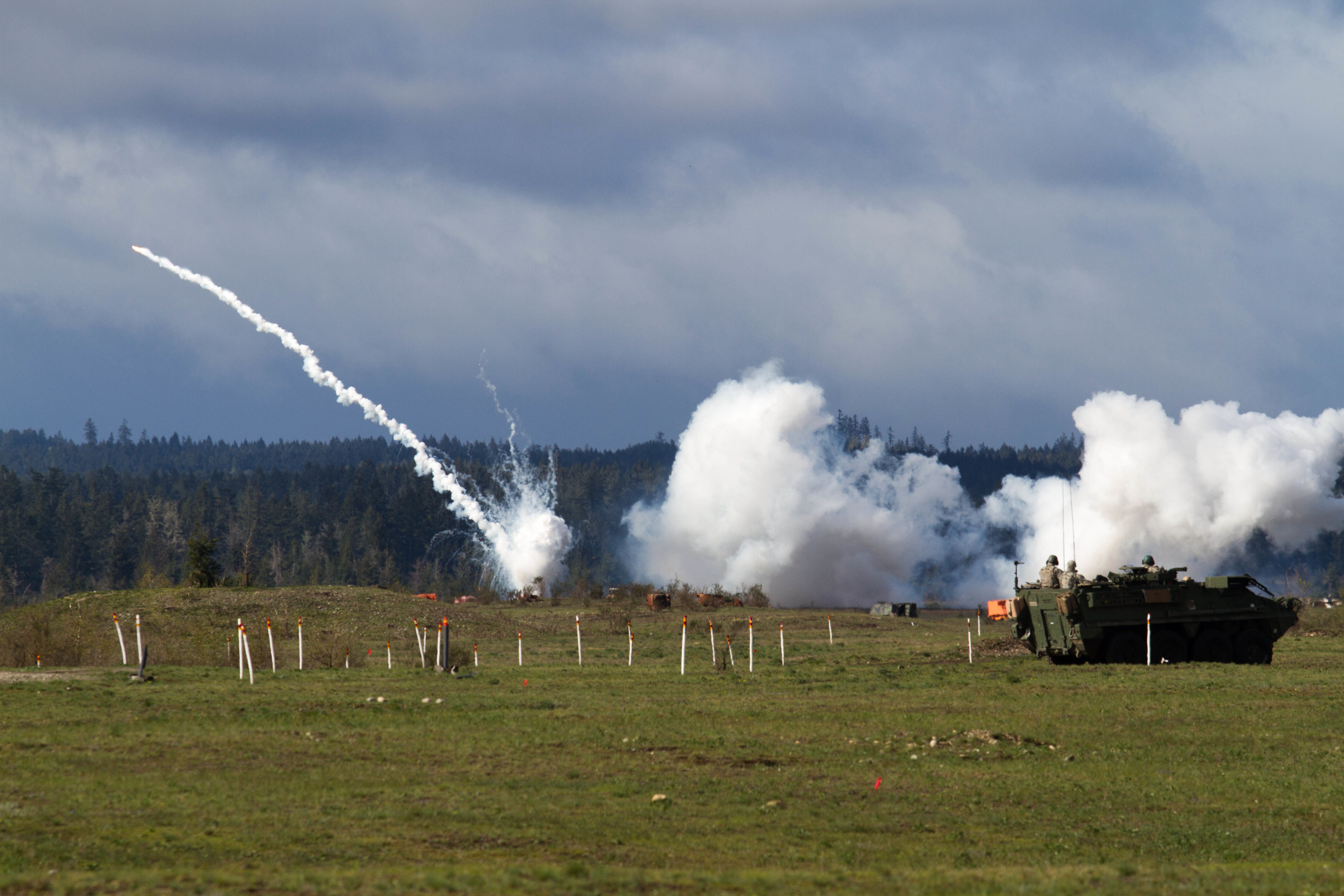
Навчання підрозділів 2-ї бригади «Страйкер»...
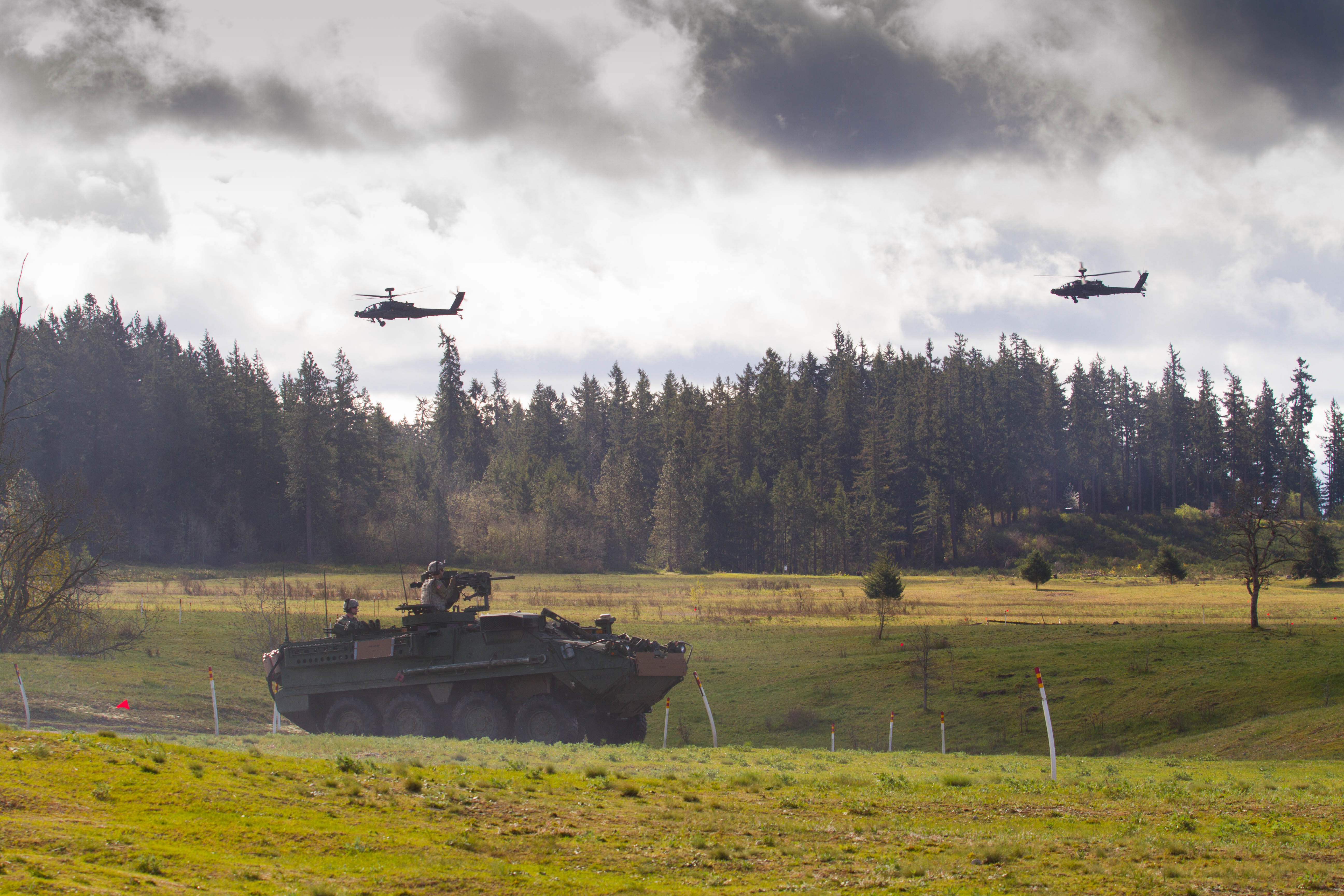
... 2-ї піхотної дивізії. 4 квітня 2016
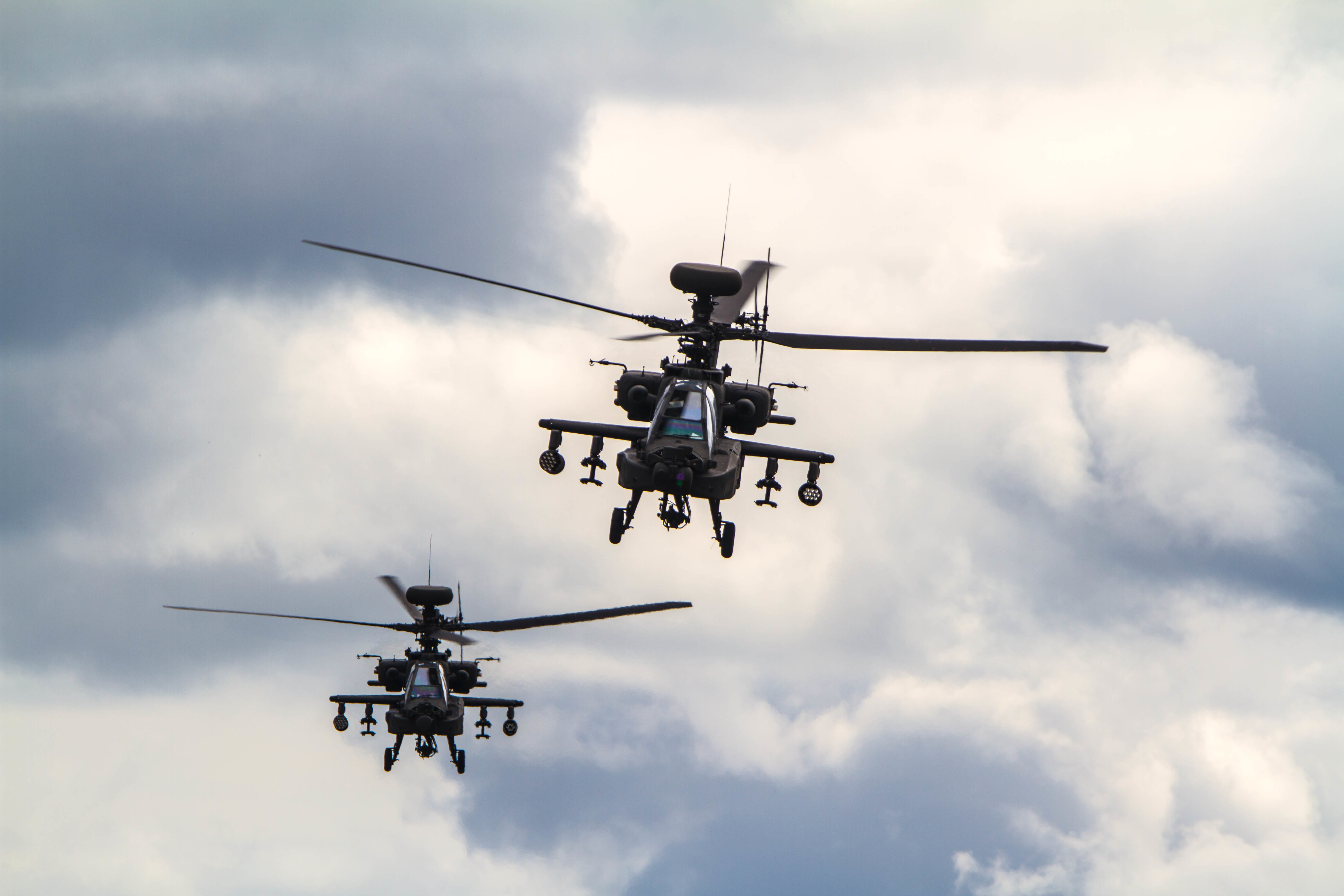
Бойові польоти ударних вертольотів AH-64E «Апач» на полігоні. 5 квітня 2016
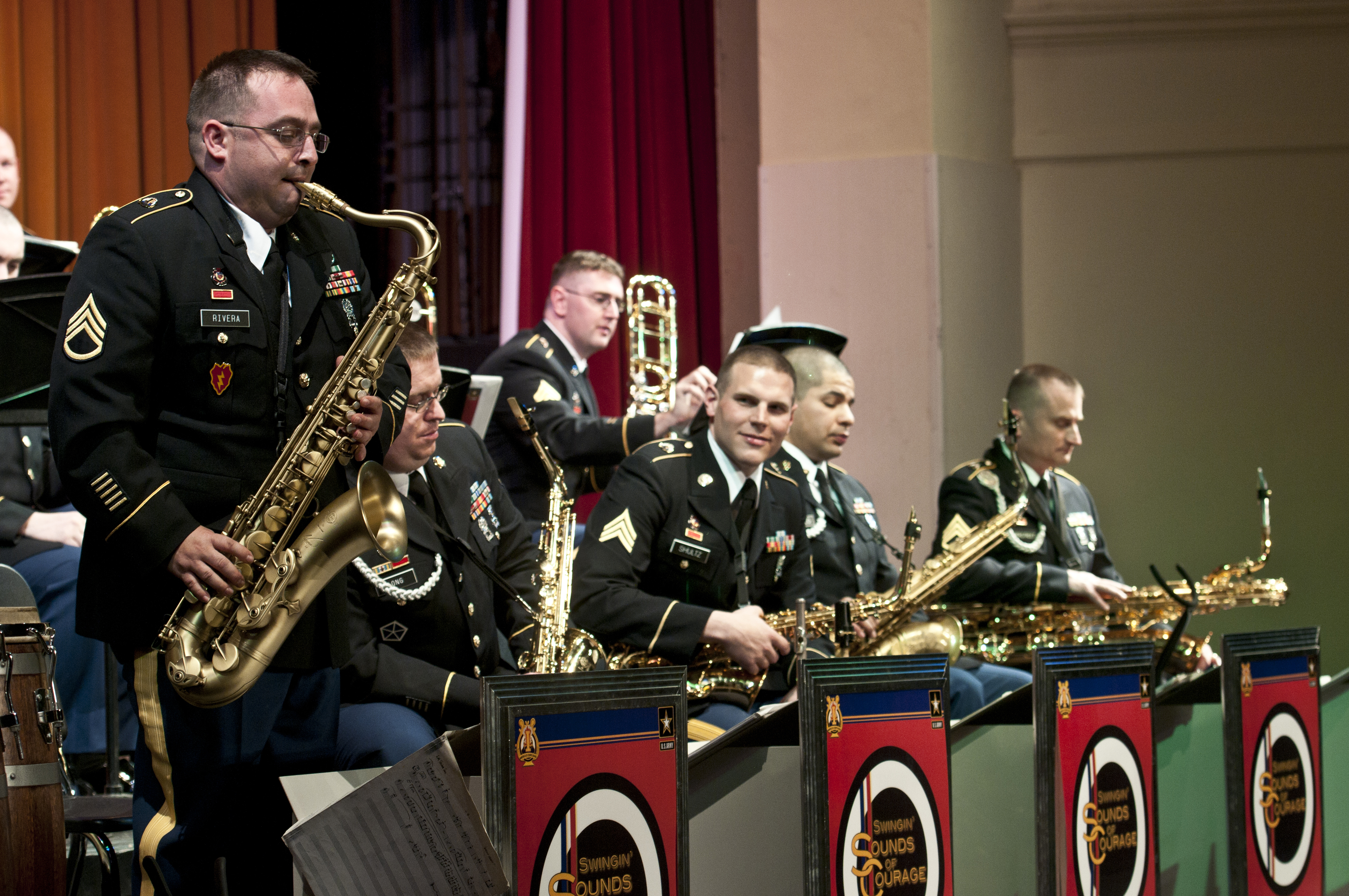
Оркестр I корпусу під час вистави. 27 квітня 2012
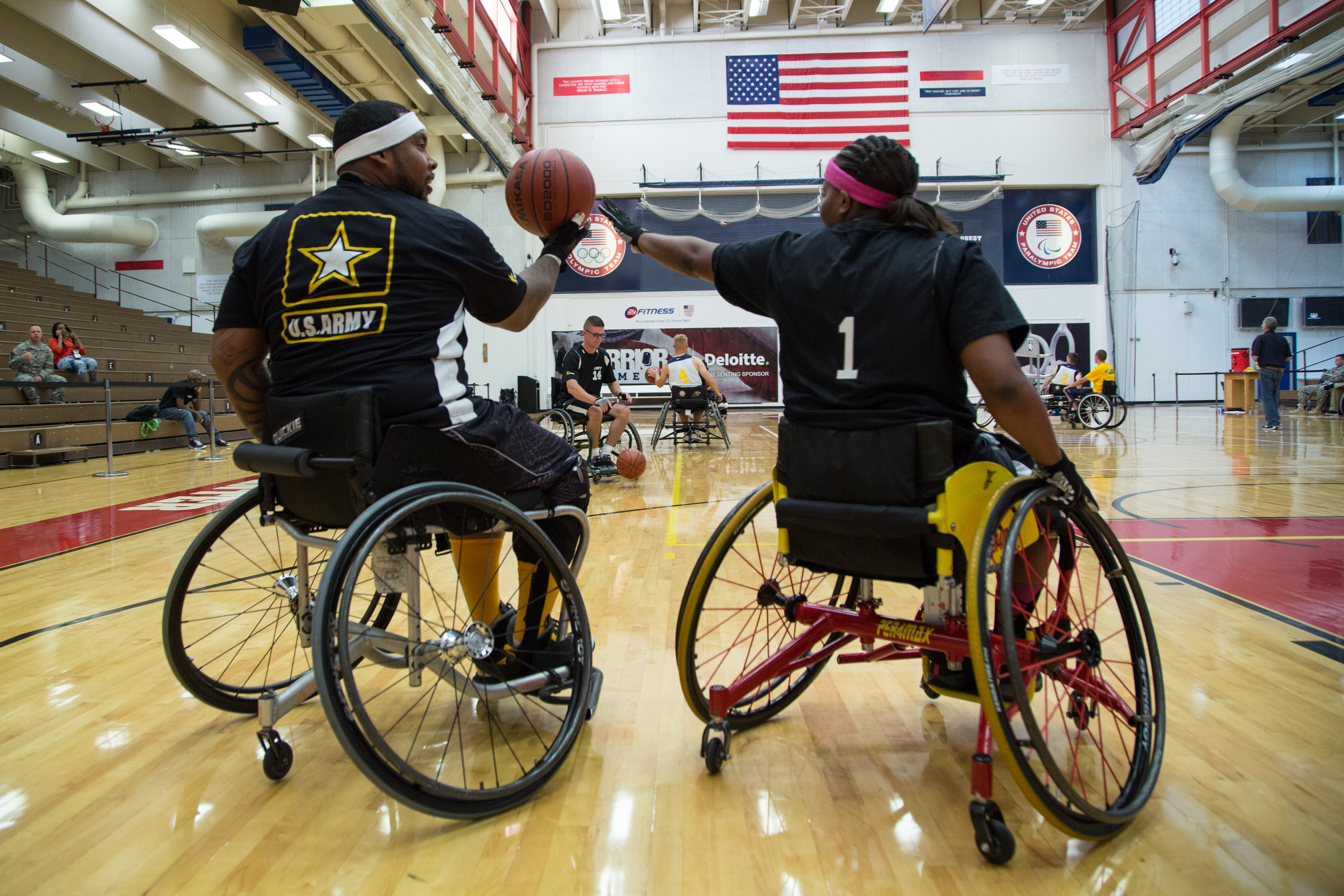
Ігри поранених воїнів на колясках з баскетболу. 2014 Warrior Games. 1 жовтня 2014
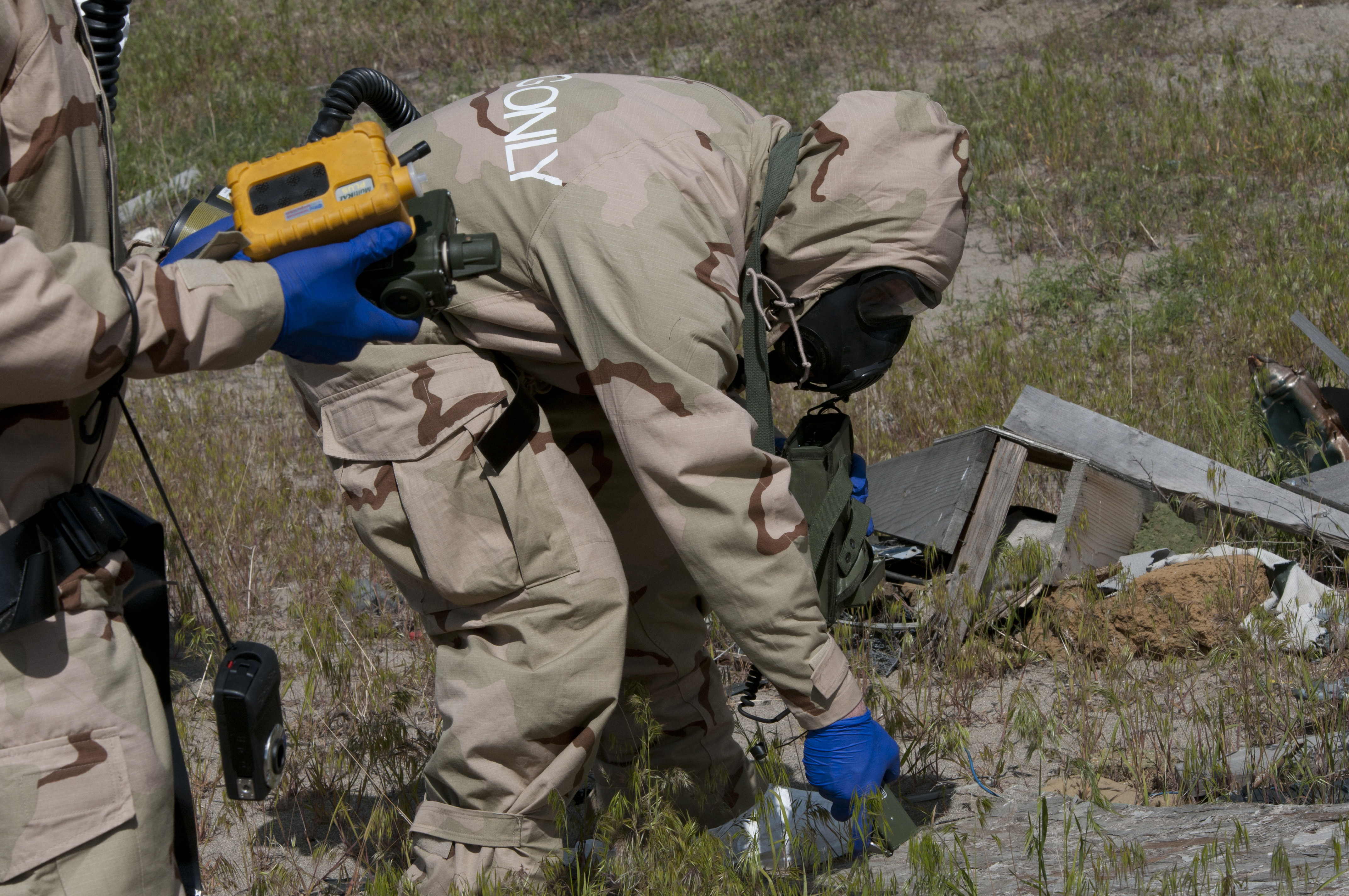
Тренування 21-ї хімічної роти з РХБ захисту на базі. 8 травня 2012
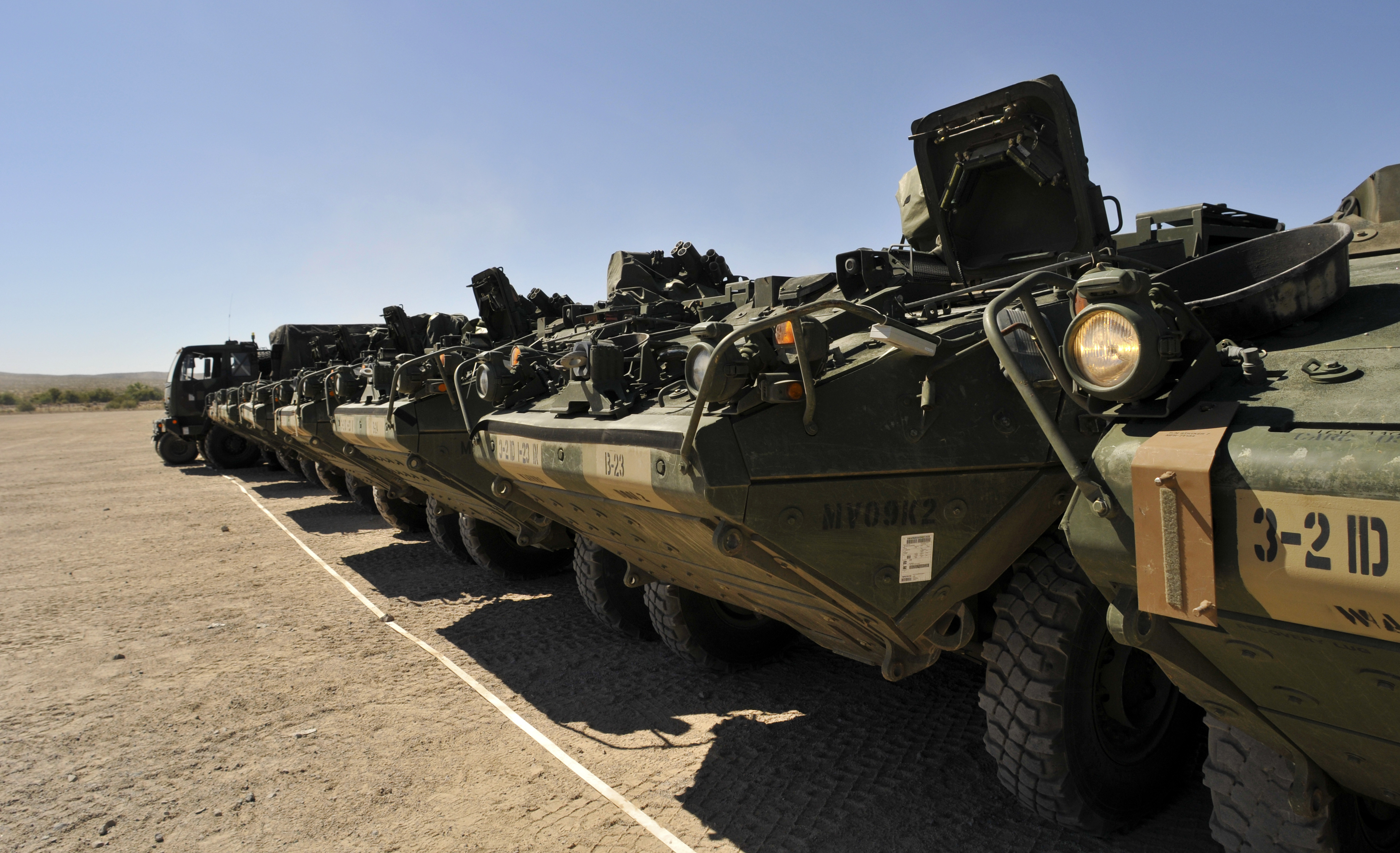
Бронетранспортери «Страйкер» перед початком навчань на Національному тренувальному центрі. 6 серпня 2011
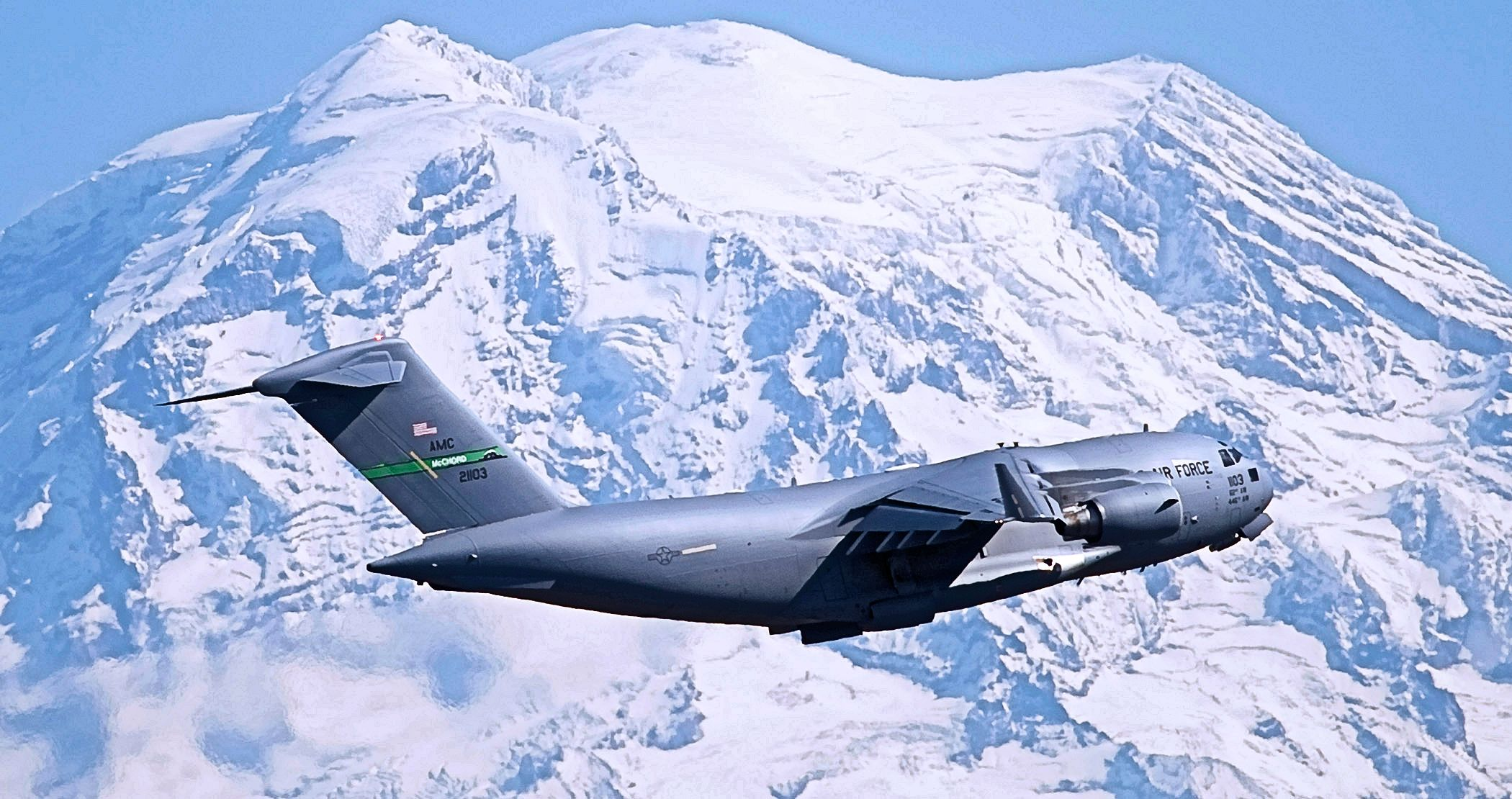
Зліт військово-транспортного літака С-17 «Глоубмайстер III» з аеродрому. 8 вересня 2009
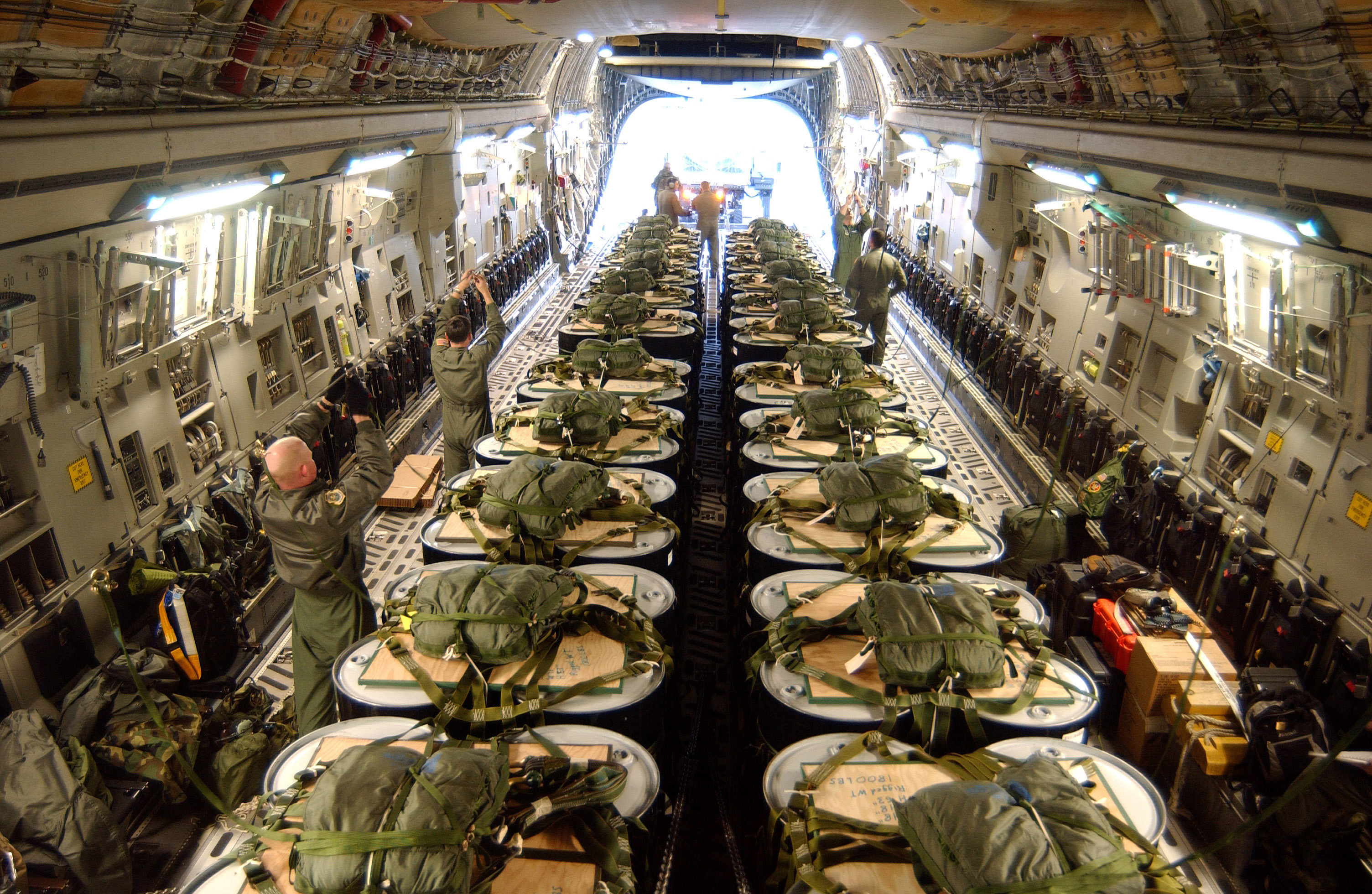
Підготовлені до десантування парашутним способом ємності з паливом для наукової експедиції на Північному полюсі. 12 квітня 2005